# Далай-лама IX
Лунгтог Гьяцо сокращение от Лобзанг Тенпай Вангчук Лунгтог Гьяцо (1 декабря 1805 — 6 марта 1815) — Девятый Далай-лама Тибета. Он был единственным Далай-ламой, умершим в детстве, и был первым из четырёх Далай-лам подряд, умерших до достижения 22-летнего возраста.

## Биография

### Детство
Рождение Лунгтог Гьяцо сопровождали благоприятные знаки. Он родился 1 декабря 1805 года недалеко от монастыря Дан Чохор (или Денчокор) в области Кам. Одни источники сообщают, что он был сирота, но другие приводят имена его родителей: Тендзин Чокйонг и Дондруб Долма. Как один из претендентов на то, чтобы стать следующим Далай-ламой, мальчик в раннем детстве был доставлен в монастырь Гангтенг близ Лхасы. Там его экзаменовали тибетские власти, в том числе и представители пекинской династии Цин, амбани. Он был фаворитом окружения Восьмого Далай-ламы. И в конце концов был избран и седьмым Панчен-ламой, Палден Тенпай Ньима, который в 1808 году исполнил церемонию пострижения и дал ему имя Лобзанг Тенпай Вангчук Лунгтог Гьяцо.

### Жизнь Далай-ламы
В 1807 году он был признан реинкарнацией Восьмого Далай-ламы, с большими почестями препровожден в Лхасу. В 1810 году возведен на престол во дворце Потала на Золотой Трон правителя, Ганден По-Дранг. Он принял обеты послушника от Панчен-ламы. В том же году умер его пожилой регент Ta-таск Нга-Ван Гон-бо. И на место регента был назначен Де-мо Туль-ку Нга-ван Ло-цзан Туб-тен Джиг-ми Гия-цо (скончался в 1819).

Английский исследователь Томас Мэннинг, который достиг Лхасы в 1812 году, описал в восторженных тонах свою встречу с девятым Далай-ламой, которому тогда было семь лет: 
«Красивое и интересное лицо ламы поглотило всё мое внимание. У него были простые, непринуждённые манеры хорошо образованного княжеского ребёнка. Его лицо мне казалось волнующе красивым. У него был веселый и жизнерадостный нрав. Я был настолько растроган этим интервью с ним, что готов был расплакаться от странности ощущения».
22 сентября 1812 года в Лхасе мальчик принял от седьмого Панчен-ламы обеты начинающего монаха (послушника). У Лунгтога Гьяцо, как говорят, был большой интерес к Дхарме, он обладал острым умом и запоминал объемистые тексты молитв и тексты из Абхисамьяланкары (Abhisamayālaṅkāra), Мадхъямаки и Абхидхармакоши. Его учителями были Нгагванг Ньяньдраг (Шестьдесят шестой Ганден Трипа), Чжянгчхуб Чхоймпхель (который позже стал Шестьдесят девятым Ганден трипа) и Ешэ Гьяцо.

### Смерть
Девятилетний Далай-лама простудился на ежегодном молитвенном фестивале Монлам. Он умер 6 марта 1815. «Вся страна погрузилась в скорбь», которая продолжалась вплоть до признания новой реинкарнации восемь лет спустя. Его тело было установлено в золотой реликварий во дворце Потала, называемый Сердунг Сасум Нгонга.